# Jennifer Saul
Jennifer Mather Saul (* 19. Februar 1968) ist eine Philosophin und Professorin an der University of Sheffield.

## Leben
Jennifer Saul hat einen Master und Ph.D. der Princeton University.
Ihr Forschungsgebiet umfasst die feministische Philosophie sowie Sprachphilosophie. Sie beschäftigt sich mit Rassismus, Sexismus und Manipulation in politischer Sprache. Ein Schwerpunkt ihrer Arbeit ist aktuell das Phänomen Hundepfeifen-Politik.
Jennifer Saul schreibt neben ihrer akademischen Tätigkeit Artikel für die Huffpost.

## Veröffentlichungen (Auswahl)
- Lying, Misleading, and What is Said: An Exploration in Philosophy of Language and in Ethics. Oxford University Press, 2012. ISBN 0-19-960368-5.
- Simple Sentences, Substitution, And Intuitions. Oxford University Press, 2009. ISBN 0-19-957564-9.
- Feminism: Issues and Arguments. Oxford University Press, 2003. ISBN 978-0-19-924947-3.